# جو موريس (لاعب كرة قدم أمريكية)
جو موريس (بالإنجليزية: Joe Morris)‏ هو لاعب كرة قدم أمريكية أمريكي، ولد في 15 سبتمبر 1960 في فورت براغ ‏ في الولايات المتحدة.

## وصلات خارجية
- جو موريس على موقع مرجع كرة القدم المحترفة.كوم (الإنجليزية)
- جو موريس على موقع كلية كرة القدم في سبورتس رفرنس.كوم (الإنجليزية)